# Lisette Sevens
Elisabeth Anthonius Maria Ignatius Sevenz, detta Lisette (Helmond, 29 giugno 1949), è un'ex hockeista su prato olandese, di ruolo difensore.
Dal 1974 al 1984 ha fatto parte della nazionale dei Paesi Bassi capitanando la squadra che ha vinto la medaglia d'oro ai Giochi della XXIII Olimpiade di Los Angeles del 1984, oltre a vincere anche tre Campionati mondiali, nel 1974, 1978, 1983 e la prima edizione dei campionati europei femminili a Lilla nel 1984, anno al termine del quale si è ritirata dall'attività agonistica con 125 partite e 5 reti in nazionale.
A livello di club ha gareggiato per l'Helmond Uno Animo Combinatie, il Mixed Hockey Club Houdt Braef Standt e l'Amsterdamsche Hockey & Bandy Club,

## Palmarès
- Giochi olimpici

1984 - Los Angeles:  Oro
- Campionati mondiali

1974 - Mandelieu-la-Napoule:  Oro
1976 - Berlino:  Bronzo
1978 - Madrid:  Oro
1981 - Buenos Aires:  Argento
1983 - Kuala Lumpur:  Oro
- Campionati europei

1984 - Lilla:  Oro